# Portão de Todas as Nações
O Portão de Todas as Nações (em persa antigo: duvarthim visadahyum ou em árabe: بوابة كل الأمم), também conhecido como o Portão de Xerxes, está localizado em Takht-e Jamshid, próximo às ruínas da antiga Persépolis, no Irã.

## Descrição
O nome deste monumento foi descoberto a partir de uma antiga inscrição no portão, conhecida como XPa. O texto é trilíngue, no centro em antigo persa, e as traduções à esquerda em acádio e à direita em elamita. Semelhante ao encontrado na Inscrição de Xerxes.

### A Inscrição
A inscrição de pedra diz:
"Grande é Aúra-Masda, Deus, que criou esta Terra, que criou os céus, que criou a humanidade, que criou a felicidade para a humanidade, que fez Xerxes, o Rei de muitos, um Senhor de muitos. Eu sou Xerxes, Grande Rei, Rei dos reis, rei das terras, rei de muitos povos, rei desta terra em toda parte, filho de Dario, o rei, o aquêmenida. O rei Xerxes diz: Pela graça de Aúra-Masda eu construí este Portal de Todas as Nações. Coisas bonitas foram construídas na Pérsia. Eu as construí e meu pai as construiu. Tudo que construímos que parece bonito, construímos pela graça de Aúra-Masda. O rei Xerxes diz: Que Aúra-Masda me proteja e a meu reino e tudo o que é construído por mim, tanto quanto o que foi construído por meu pai".

## Construção
A construção das Escadas de Todas as Nações e do Portão de Todas as Nações foi encomendado pelo rei aquemênida Xerxes I (486-465 a.C.), sucessor do fundador de Persépolis, Dario I, o Grande.
A estrutura consistia de uma grande sala cujo teto era sustentado por quatro colunas de pedra com bases em forma de sino. Paralelo às paredes internas da sala corria um banco de pedra, interrompido pelas portas. As paredes externas, feitas de amplos blocos da barro, enfeitadas. Cada uma das três paredes, a leste, oeste e sul, tinha uma pedra muito grande na porta de entrada. Um par de enormes touros vigiavam a entrada oeste; dois Lamassu no estilo Assírio, embora, de proporções colossais, atingiam a porta de entrada leste. Gravado em cima de cada um dos quatro colossos há uma inscrição trilíngue, atestando Xerxes ter construído e concluído a obra. A porta de entrada para o sul, a abertura para o Apadana, é o maior das três. O mecanismos de giro foram encontrados no interior de todas as portas, o que indica que eles devem ter sido  portas de duas folhas, que foram, possivelmente feitas de madeira e cobertas com folhas de metal ornamentado.

## Grafite
O primeiro ocidental a visitar Persépolis e fazer desenhos precisos foi o artista holandês Cornelis de Bruijn no inverno de 1704. De Bruijn registrou seu nome no monumento.
Nos últimos séculos, muitos visitantes se alternavam e admiravam a majestade dos monumentos. Em particular na Porta de Todas as Nações, foram deixados no interior dos pilares vários nomes e autógrafos, alguns deles até famosos:
- Carsten Niebuhr (1765, viajante do erudito das coisas antigas);
- O capitão John Malcolm (1800 a 1810, cônsul britânico à corte da Pérsia e autor da história da Pérsia);
- Sir Harford Jones Brydges (1809, embaixador britânico em Teerã);
- James Morier (1810, encarregado dos assuntos britânicos em Teerã, autor de Hagi Baba Isfahani);
- Conte J. de Gobineau (ministro francês e autor de vários livros sobre o Irã);
- Charles Texier (historiador francês e autor de um extraordinário relatório sobre a arte persa).

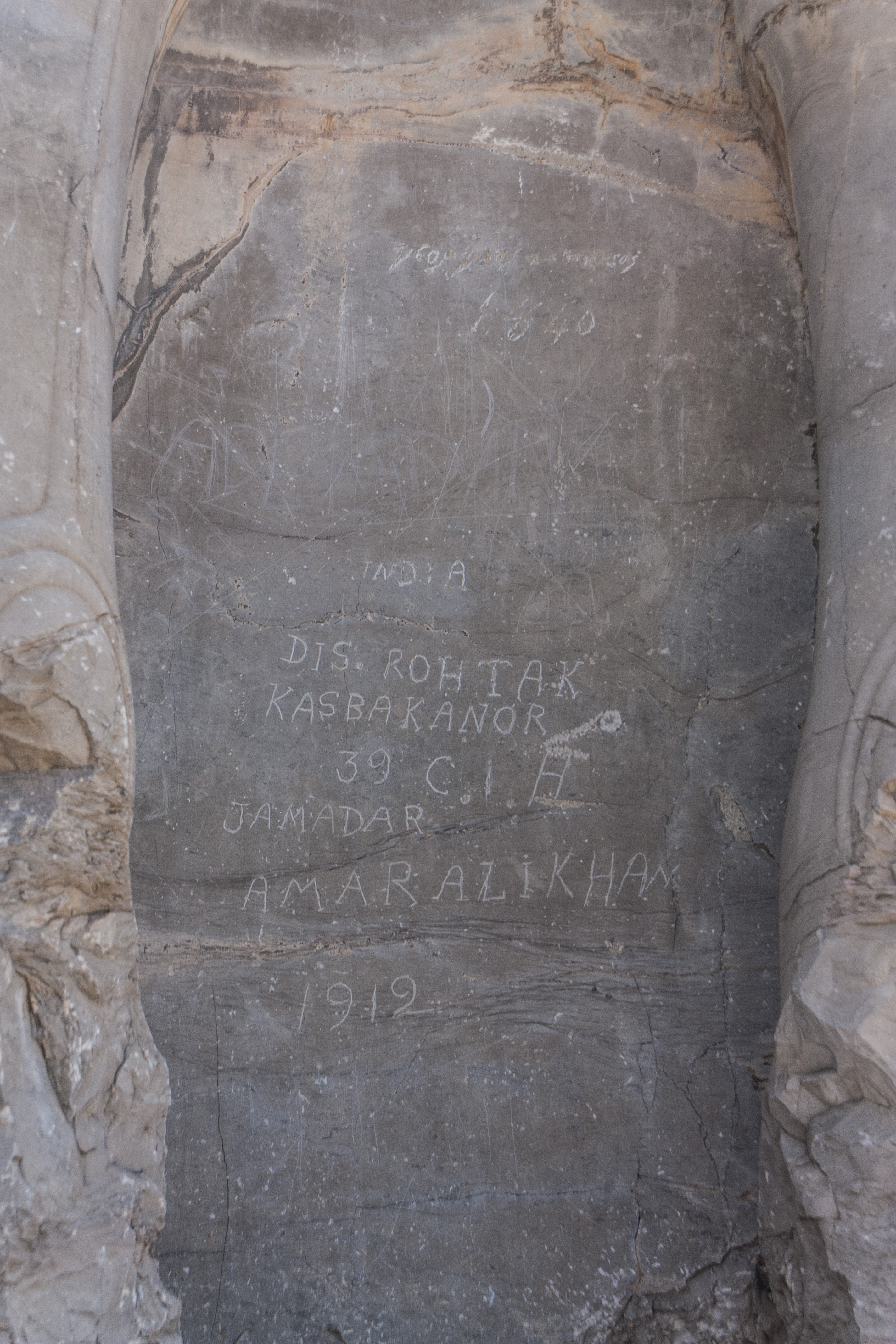
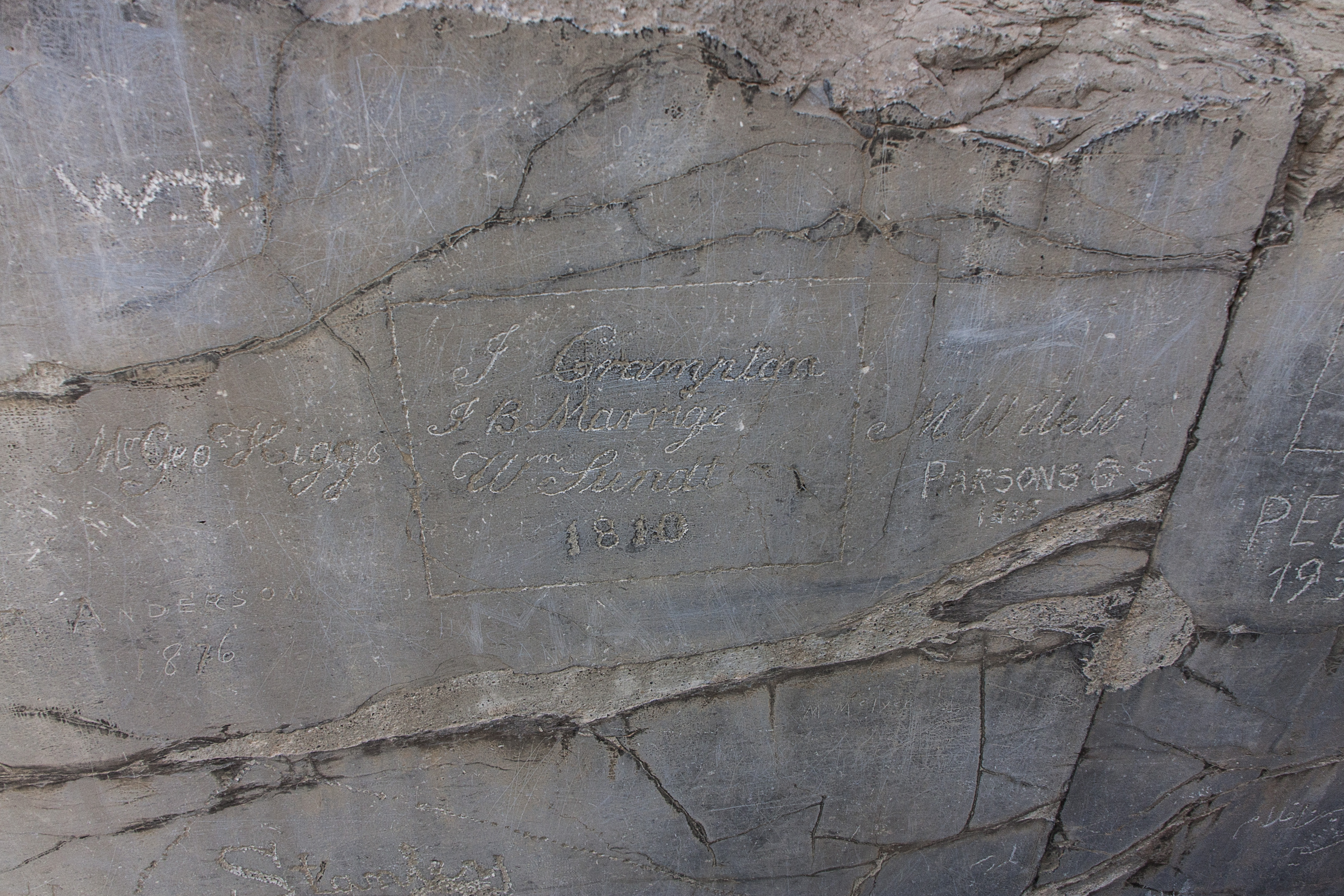
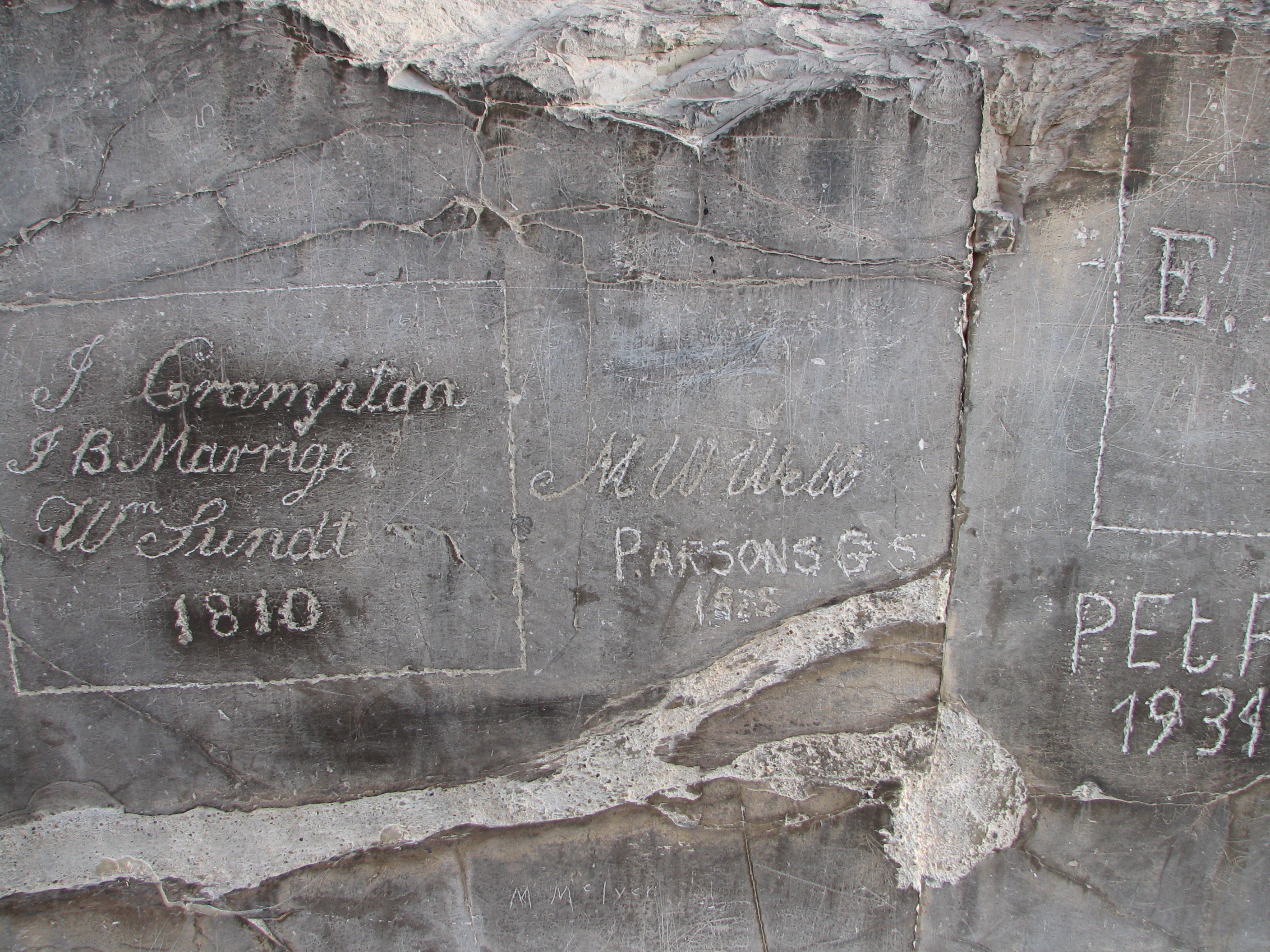
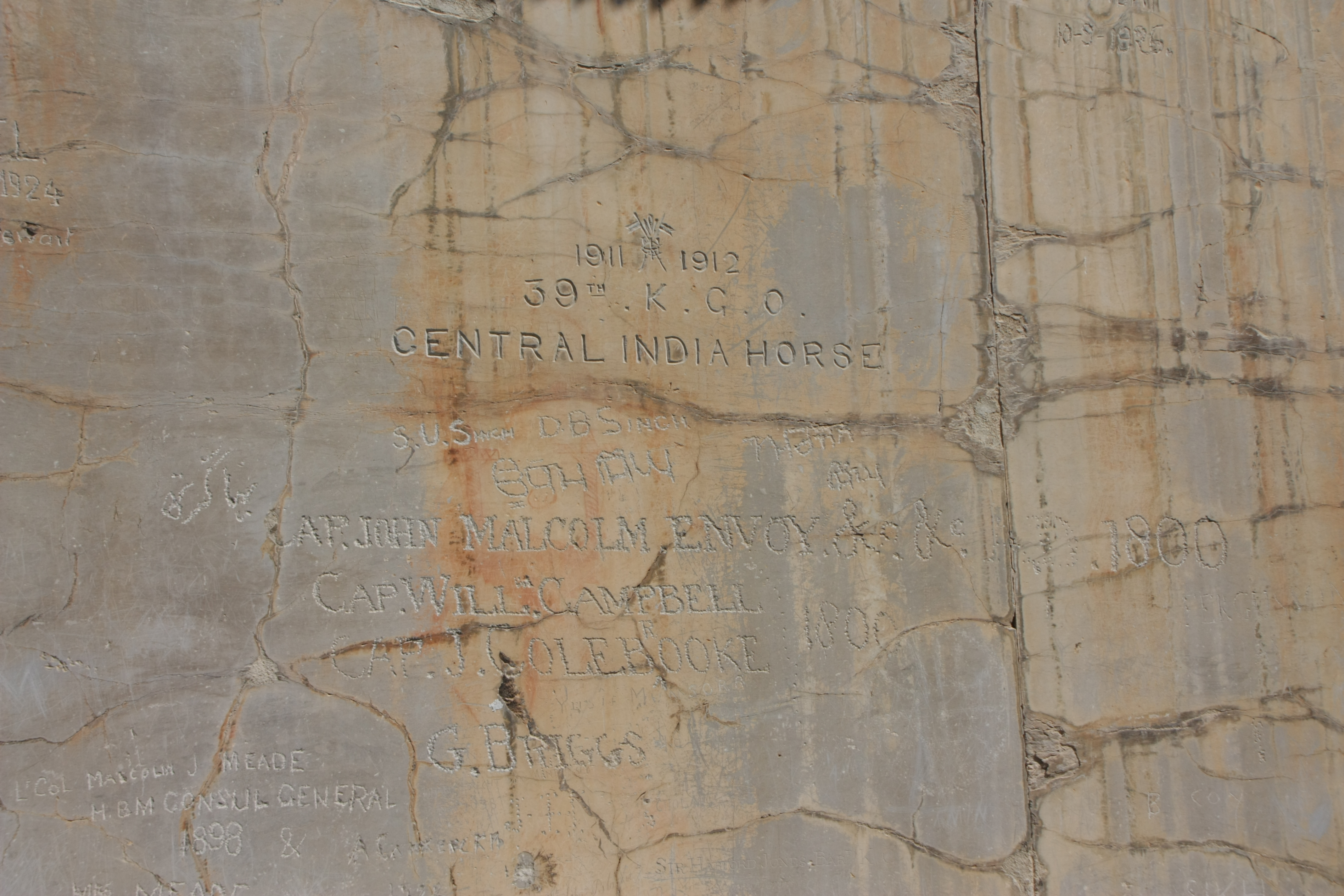

## Galeria

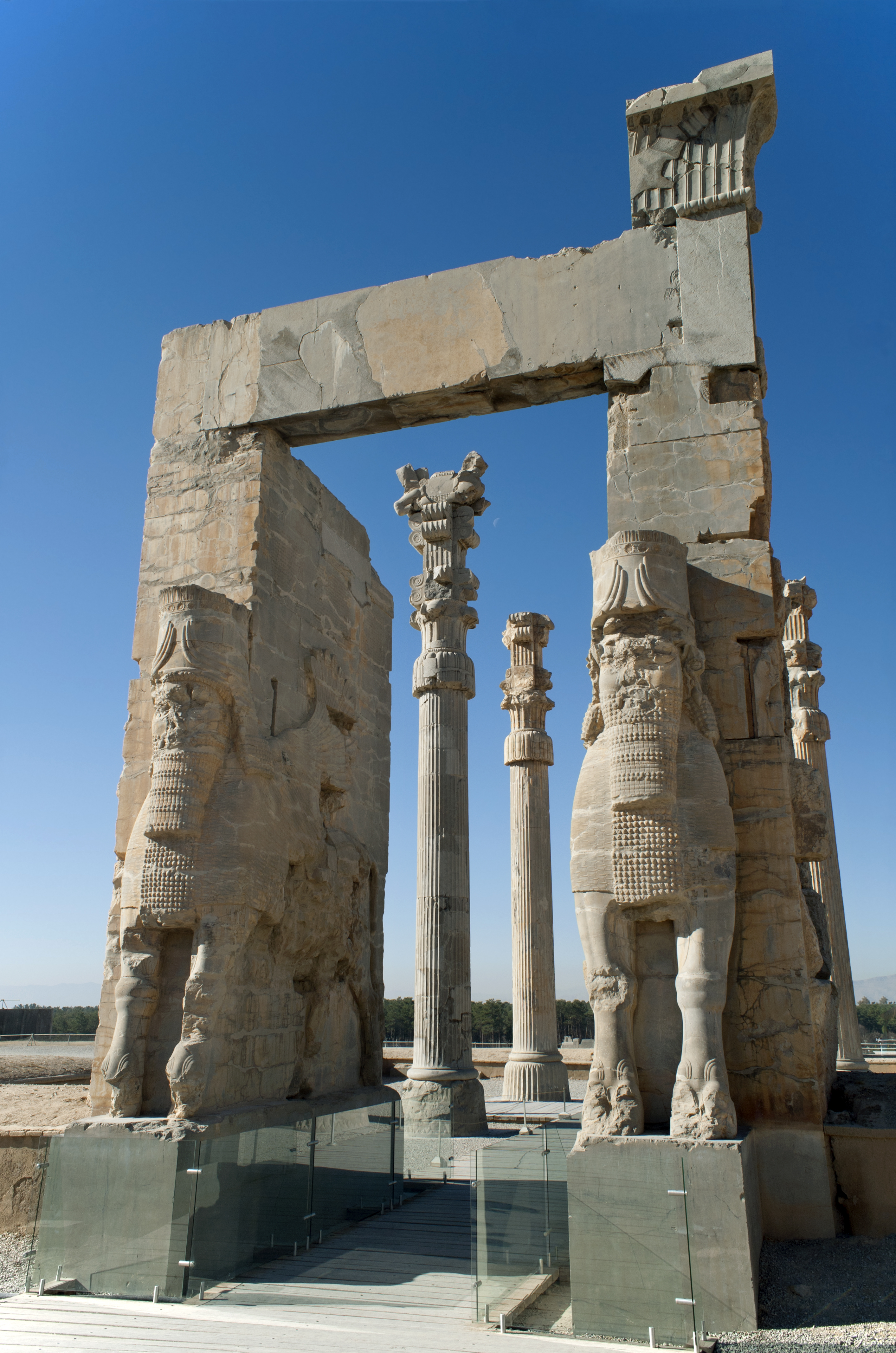
Vista de frente
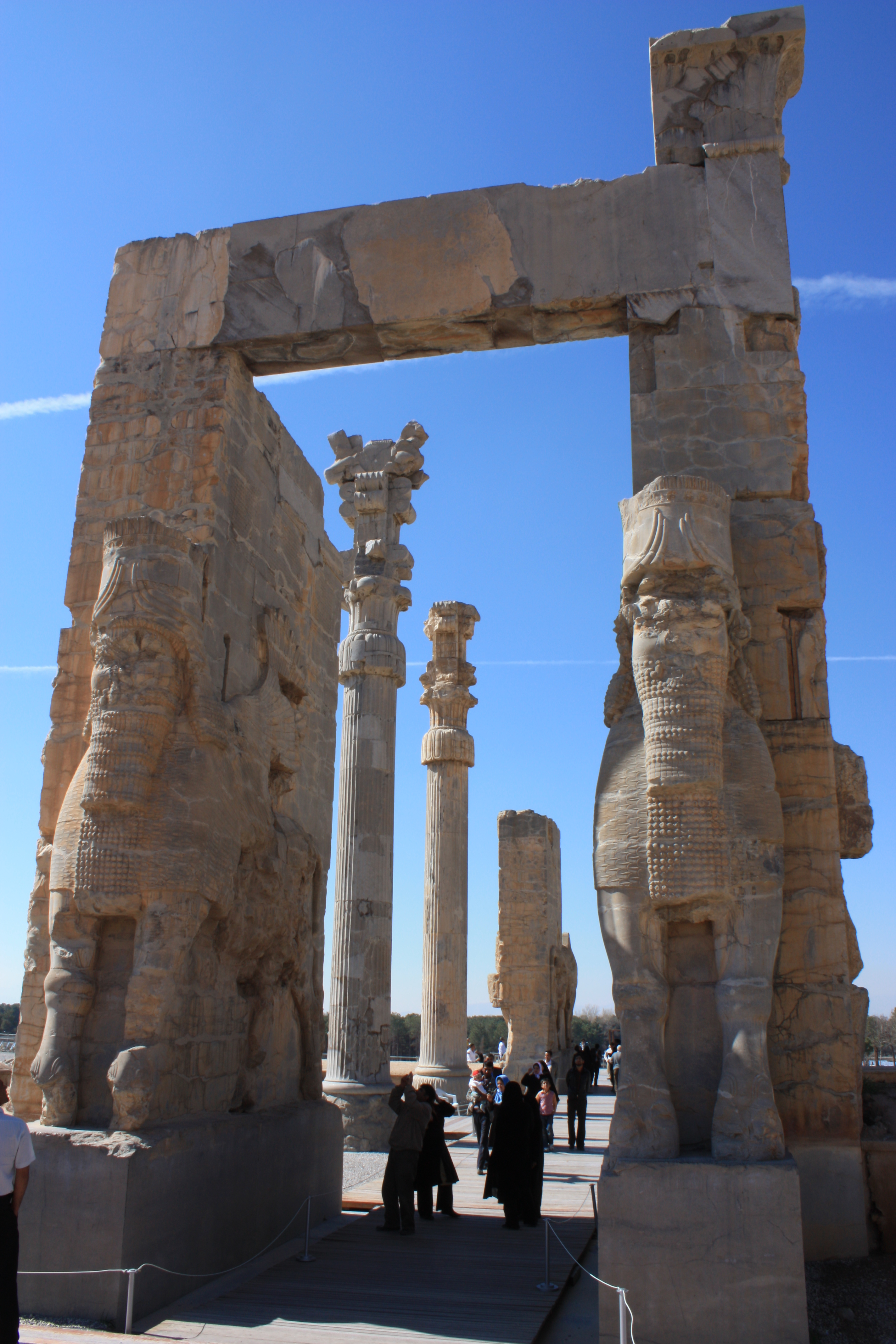
Vista com turistas
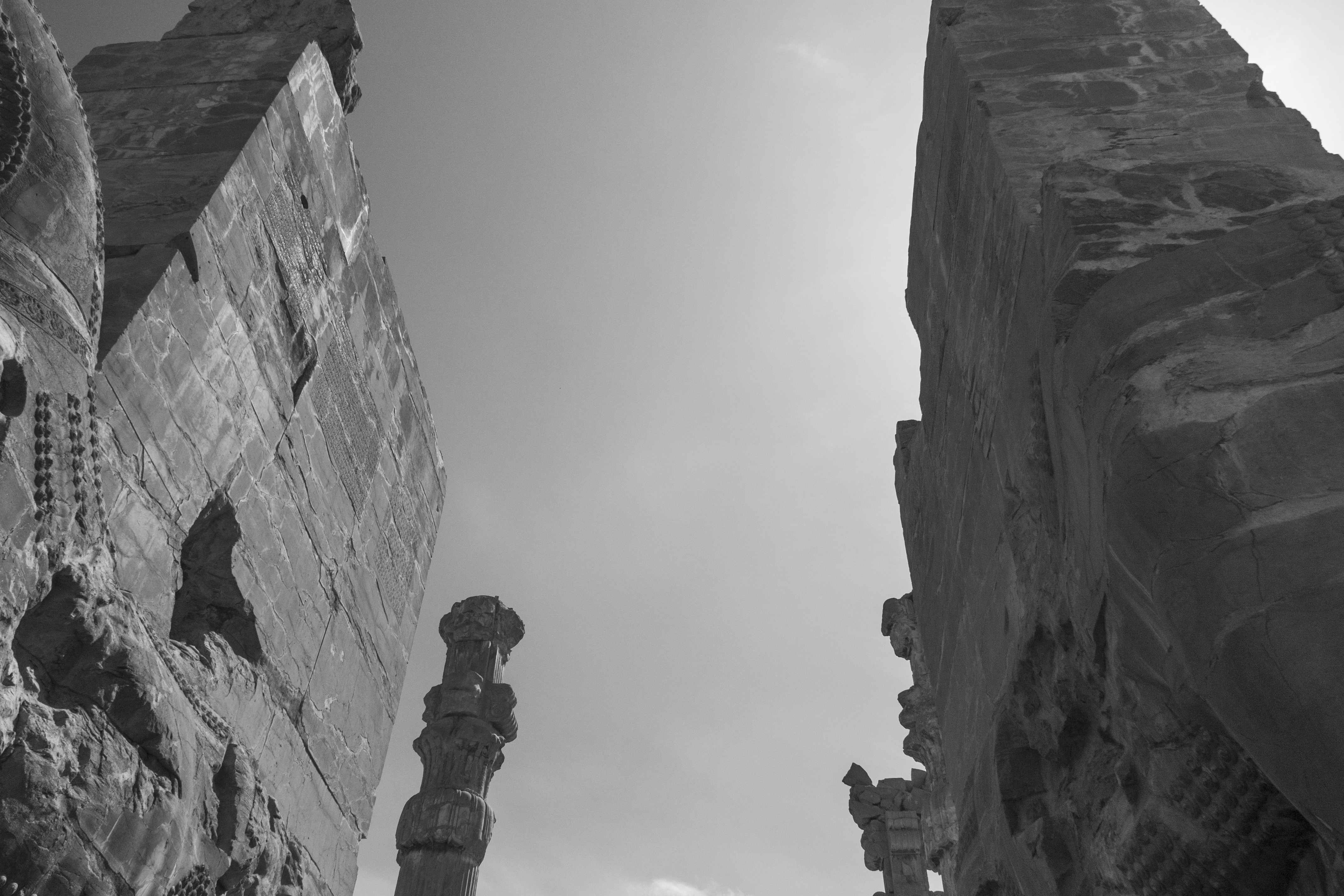
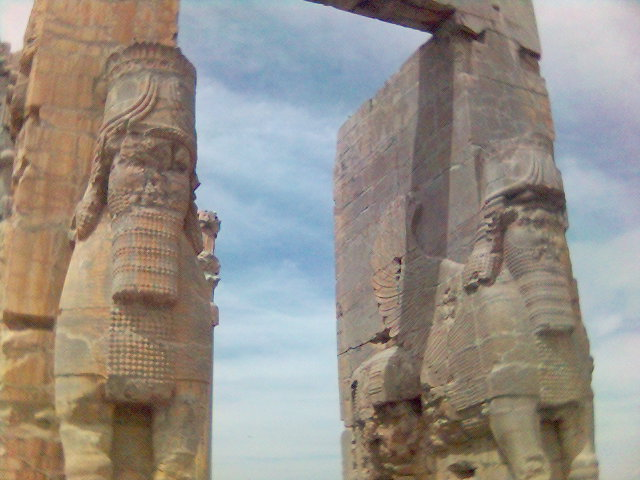
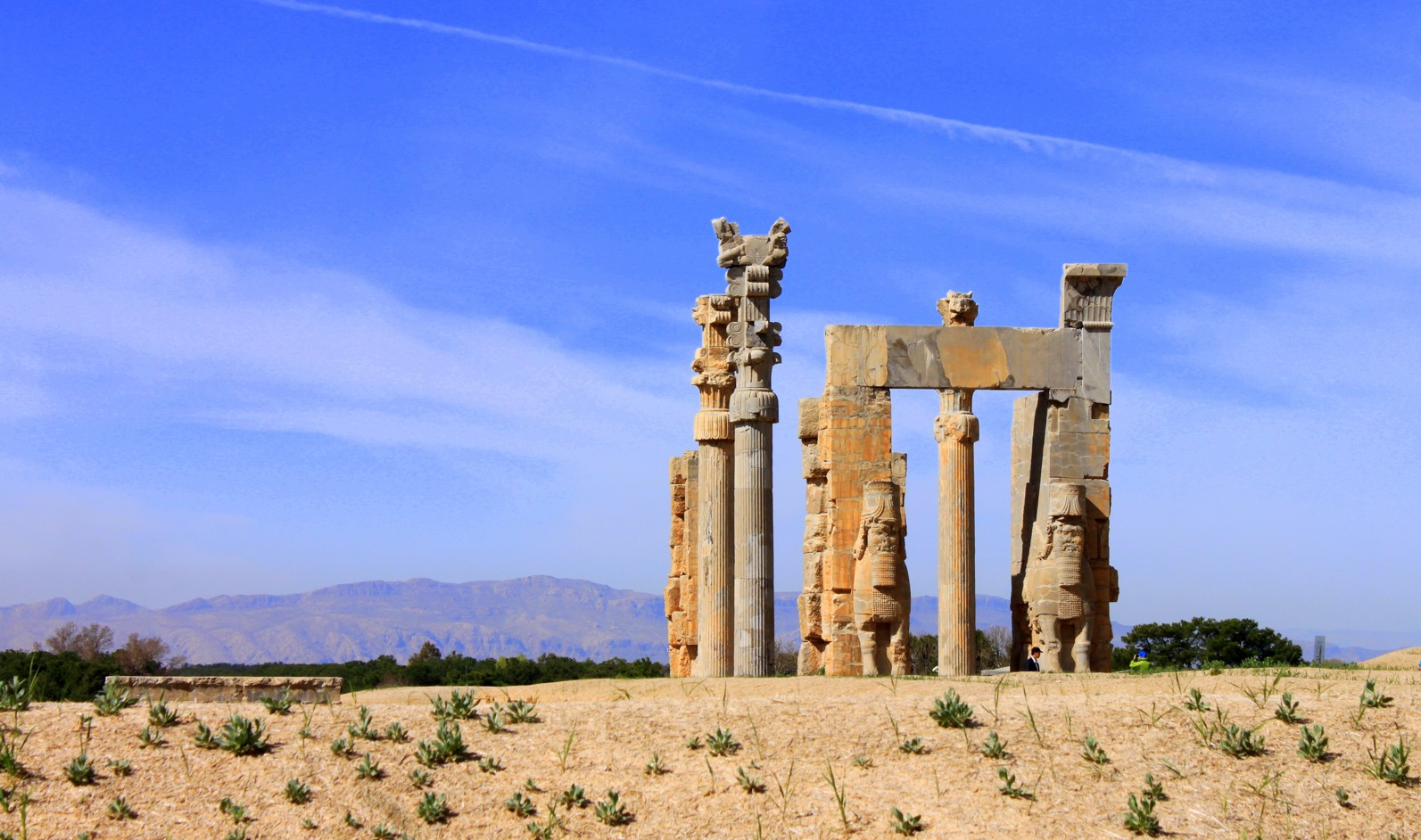
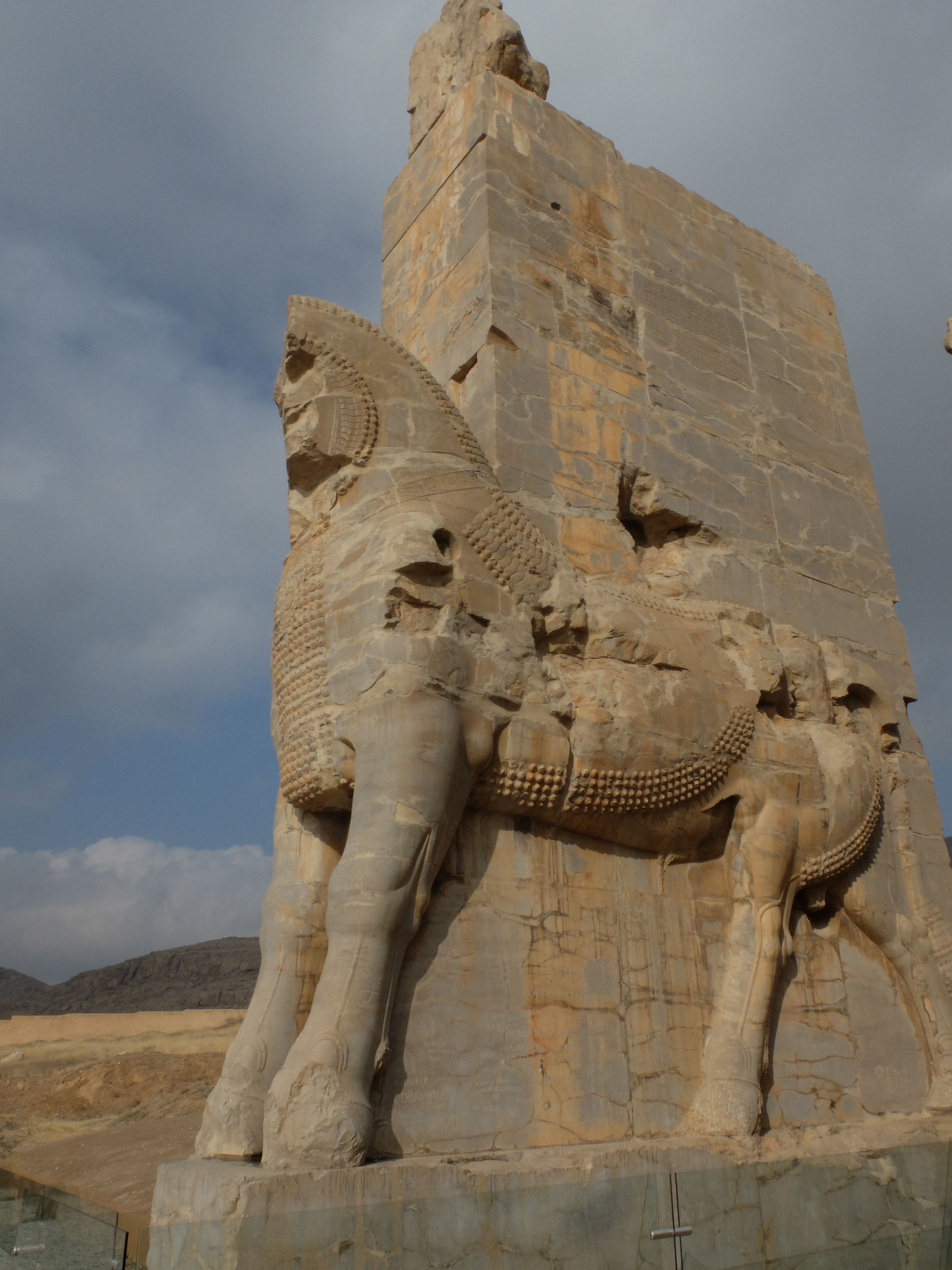
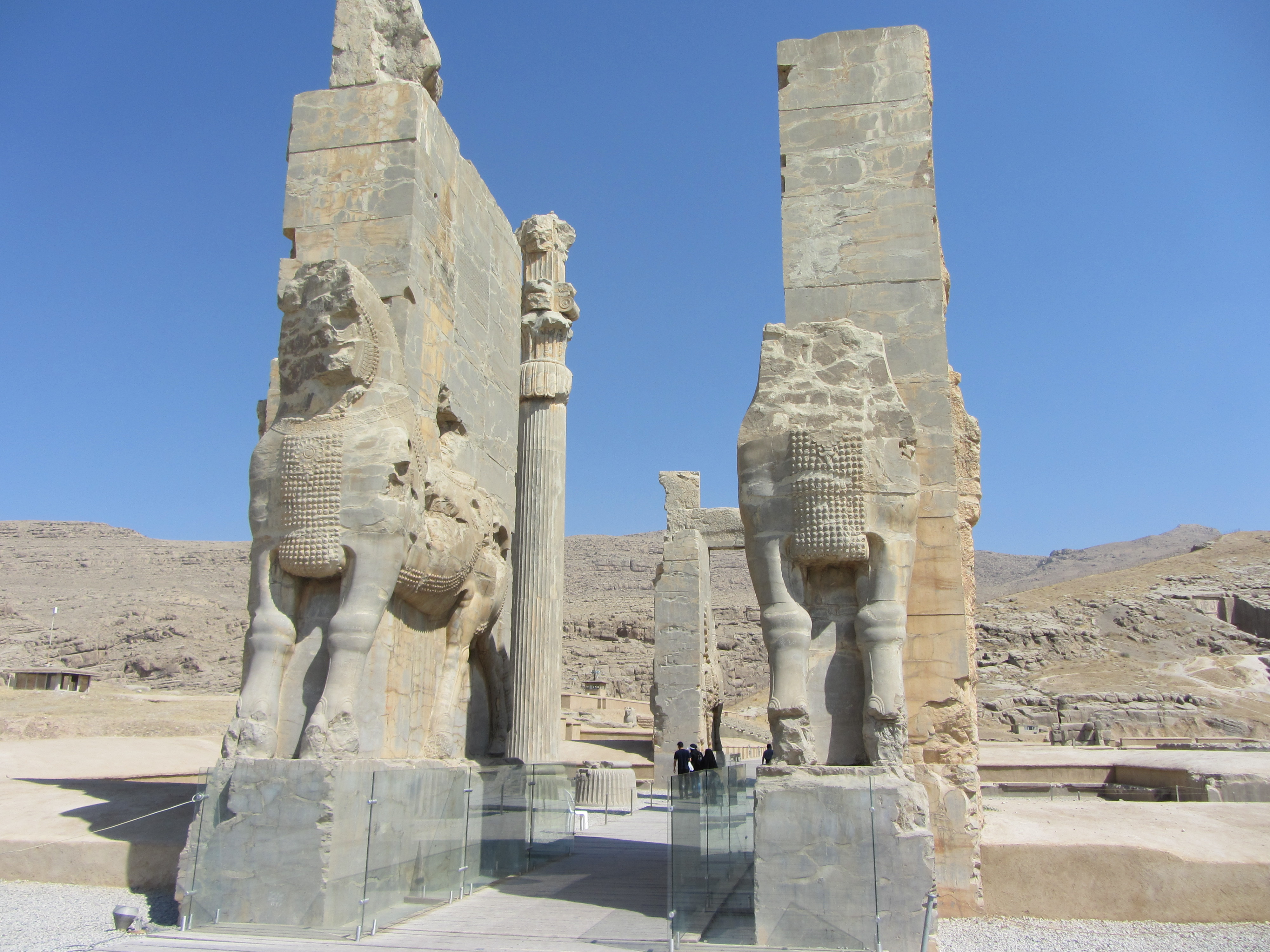
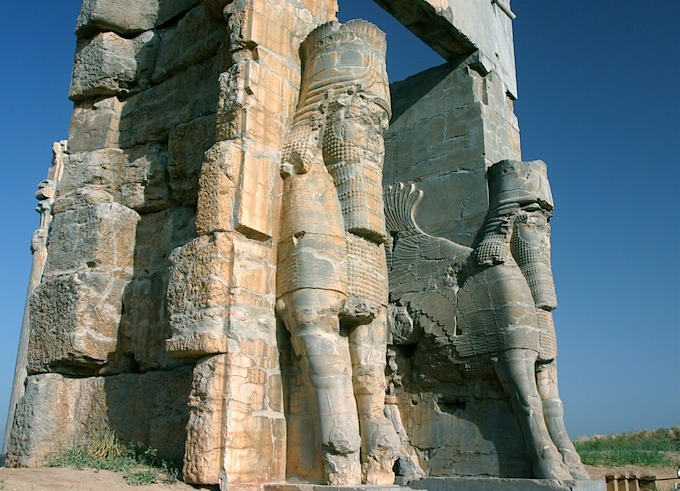
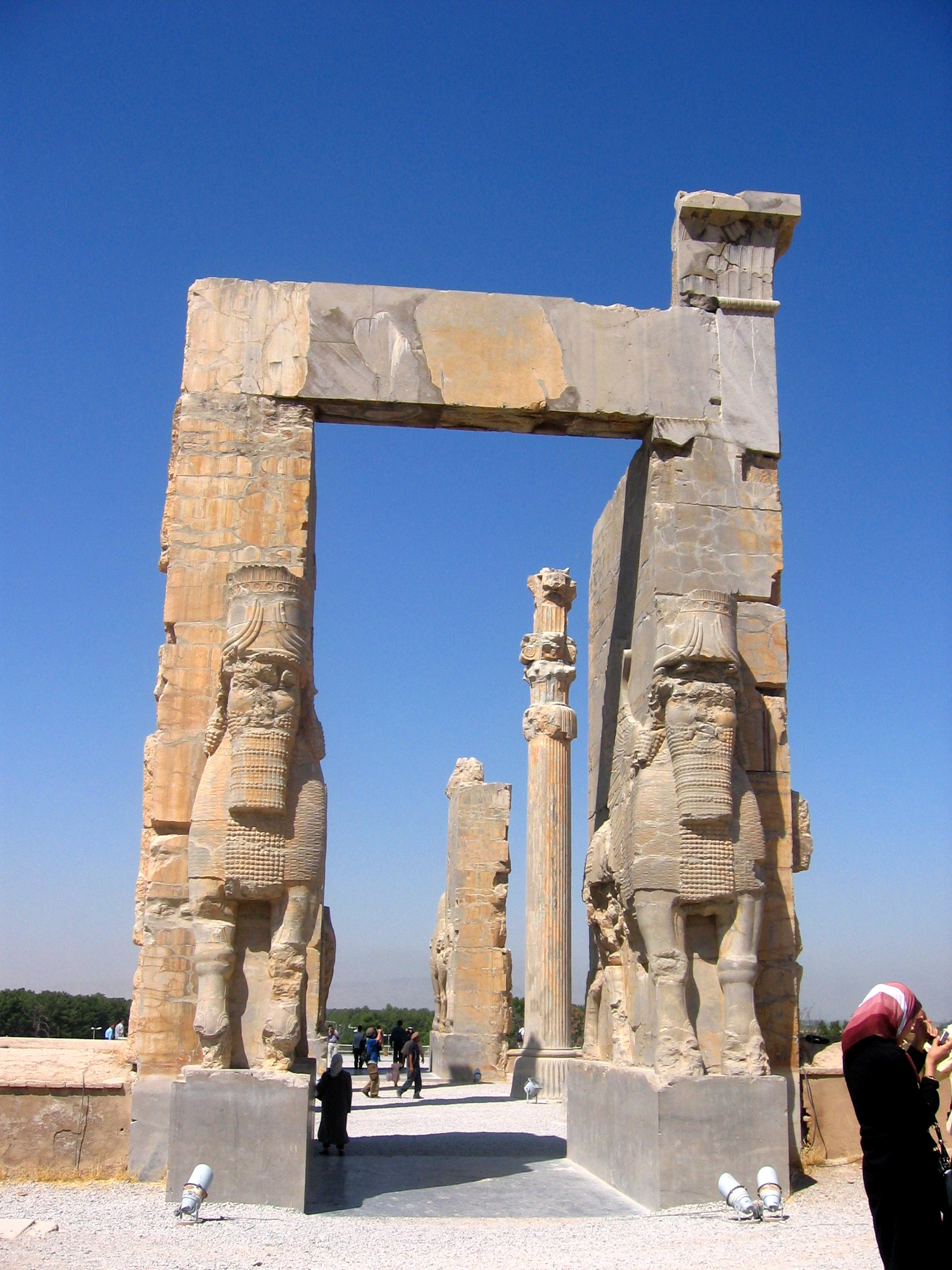